# Sokar-Fest
Das Sokar-Fest war eines der ältesten altägyptischen Totenfeste und ist bereits in frühdynastischer Zeit bezeugt. Mit Sokar als Totengott von Memphis stellte es bei den Königen des Alten Reiches, insbesondere ab der 3. Dynastie, das wichtigste Totenfest der Nekropole Sakkara dar.

## Sokar-Fest

### Frühzeit bis Altes Reich
In den Königsannalen der 1. Dynastie stand das Sokar-Fest immer in Verbindung mit Gründungsdaten von memphitischen Grabbauten für Königsgötter. Erst mit Beginn der 2. Dynastie wurde es als kleines Sed-Fest im Alten Reich regelmäßig alle sechs Jahre seit Krönung gefeiert. Der König erschien zu diesem Anlass mit der unterägyptischen Krone. Das fünfte Sokar-Fest fand im Rahmen des Sed-Festes statt.

### Neues Reich bis zur griechisch-römischen Zeit
Mit Beginn des Neuen Reichs wurde das memphitische Sokar-Fest zu einem landesweit jährlich gefeierten Totenfest in Gleichsetzung zum thebanischen Talfest aufgewertet. In mehreren Festkalendereinträgen sind die Feierlichkeiten des Sokar-Festes belegt, das am 26. Achet IV mit der Morgendämmerung begann:

„Am 25. Achet IV, an diesem Tag des Zwiebelanlegens, in der Nacht des Göttinnenfestes und beim Hellwerden am Morgen des 26. Achet IV, wenn man das Fest des Sokar in seinem alljährlichen Fest feiert.“

Das Sokar-Fest endete am 30. Achet IV mit der symbolischen Errichtung des Djed-Pfeilers, den der König mit Hilfe der jeweiligen Priester in der Morgendämmerung kurz vor Sonnenaufgang begann und mit den ersten Sonnenstrahlen des 1. Peret I vollendete. Hintergrund war die Auferstehung des Gottes Sokar und die damit verbundene mythologische Gleichsetzung mit dem König, der durch diesen Festakt weitere Kraft für seine weiteren Regierungsjahre erhalten sollte.
Spätestens in der griechisch-römischen Zeit ersetzte das „Fest der aufgehackten Erde“ im Rahmen der Choiak-Isisriten die Feierlichkeiten des Sokar.